# Natężenie promieniowania
W radiometrii natężenie (intensywność) promieniowania to wielkość fizyczna określona jako strumień promieniowania wysyłany w jednostkowy kąt bryłowy.
{\displaystyle I={\frac {\Phi }{\Omega }},}
gdzie:
{\displaystyle I} – natężenie (intensywność) promieniowania,
{\displaystyle \Phi } – strumień promieniowania,
{\displaystyle \Omega } – kąt bryłowy.
To pojęcie jest często mylone z emitancją i napromieniowaniem (irradiancją).
W układzie SI jednostką natężenia (intensywności) promieniowania jest wat na steradian.